# Ani Ohev Otach Rosa
Ani Ohev Otach Rosa (hebräisch: Ich liebe dich, Rosa) ist ein israelischer Liebesfilm von Moshé Mizrahi aus dem Jahr 1972.

## Handlung
Die Gegenwart: Der elfjährige Nessim sucht mit seiner Großmutter Rosa das Grab ihres Mannes Nessim auf, der bereits vor 40 Jahren verstorben ist. Rosa verspricht, bald zu ihm zu kommen. Wenig später liegt sie im Sterben. Sie meint, dass ihr Enkel sie sehr an ihren Mann erinnere, nach dem er benannt sei.
Das Jahr 1887: Die sephardische Rosa ist gerade 20 Jahre alt, als ihr Mann Rafael stirbt, ohne einen Nachkommen gezeugt zu haben. Nach dem Gesetz muss ein Bruder ihres Mannes sie zur Frau nehmen, um den Familiennamen weiterzutragen. Rafaels Bruder David ist bereits verheiratet und Vater von vier Kindern. Rafaels jüngerer Bruder Nessim ist wiederum gerade 11 Jahre alt und kommt daher als Ehemann nicht infrage. Nessim jedoch will Rosa heiraten und meint, dass er sie liebe. Dafür erhält er von seiner Mutter eine Ohrfeige.
Rosa verdient sich ihren Lebensunterhalt untypisch für ihre Zeit selbst, indem sie tagsüber im Badehaus und nachts als Näherin arbeitet. Ihre Freundin Jamila versucht, sie mit Handwerker Eli zu verkuppeln, doch lehnt Rosa ab, da sie weiß, dass sie gesetzlich Nessim versprochen ist, solange er zur Heirat bereit ist. Der flüchtet sich eines Nachts zu ihr, da er seine eigene Mutter verachtet. Als diese Nessim unter großem Lärm am nächsten Tag nach Hause holen will, muss der Rabbi einschreiten. Weil Nessim bei Rosa leben will, diese nichts dagegen hat, ihn großzuziehen, und auch David erleichtert ist, ein Kind weniger im Haus zu haben, darf Nessim bei Rosa bleiben.
Rosa hält ihn zum Lernen an und weist seine Liebesgeständnisse zurück, da er noch ein Kind sei. Gleichzeitig gibt sie auch Elis Werben nicht nach, bringt ihn jedoch dazu, Nessim im Alter von 13 Jahren als Lehrling aufzunehmen. Nessim lernt fleißig, weiß er doch, dass er nur so Geld verdienen und am Ende auch Rosa zur Frau nehmen kann. Mit den Monaten gestaltet sich sein Erwachsenwerden jedoch schwierig. Er beginnt zu rebellieren und vom Spielen spät nach Hause zu kommen. Als Rosa ihn zurechtweist, entgegnet er, dass sie nicht seine Mutter sei. Rosa gibt vor, ihn aus dem Haus zu werfen, und er bricht zusammen. Als er später die Hausarbeit verrichtet, wird er von den Frauen der Straße als „Mädchen“ verspottet. Gleichzeitig ist er zutiefst entsetzt, als ein Freund ihn in ein Bordell mitnimmt, wo sich eine Frau ihm anbietet. Als Nessim kurz darauf auf Arbeit seinen ersten Auftrag erhält und bezahlt wird, wird er übermütig, wirft Rosa das Geld hin, behauptet, erwachsen zu sein und weist Rosa an, ihm Essen zu bringen. Sie reagiert kühl: Er habe sich in einem Maße verändert, dass sie ihn nicht mehr an ihrer Seite haben wolle. Nessim verlässt entgeistert ihr Haus.
Fünf Jahre später ist Nessim volljährig und hat eine Freundin. Eine Frau liest ihm aus der Tasse die Zukunft und erklärt, dass er zwar eine Frau an seiner Seite habe, sein Herz aber einer anderen gehöre. Nessim kehrt zu Rosa zurück und gibt vor, sie im Auftrag eines Freundes aufzusuchen. Sie jedoch erkennt ihn und fällt ihm in die Arme, hat sie ihn doch nie vergessen. Am nächsten Morgen erklärt sie ihm, ihn dennoch nicht heiraten zu können. Er sei der Mann, der ihr vom Gesetz vorgeschrieben sei. Sie jedoch wolle selbst entscheiden. Er willigt schweren Herzens ein, auf sein Eherecht zu verzichten. Rosa führt die formelle Entsagungszeremonie „Chalitza“ vor dem Rabbi jedoch nicht zu Ende durch, sondern verlässt den Raum vorzeitig. Sie zieht sich zurück und Nessim bricht liebeskrank zusammen. Erst viele Monate später sucht er sie abgemagert vor Schmerz auf. Nun berichtet sie ihm von einer jungen Frau, die Witwe wurde. Sie erzählt ihm ihre gemeinsame Geschichte, die damit endet, dass diese Frau ihn bitten lässt, ihr Mann zu werden. Glücklich fallen sich beide in die Arme.
In der Gegenwart sieht Rosa ihr Ende kommen. Ein letztes Mal richtet sie sich auf ihrem Bett auf und ruft Nessims Namen, bevor sie stirbt.

## Religiöser Hintergrund
Der Grundkonflikt in Ani Ohev Otach Rosa beruht im Levirat, das als Gesetz in Deuteronomium 25,5–10  niedergeschrieben ist. Darin heißt es unter anderem:

„Wenn zwei Brüder zusammen wohnen und der eine von ihnen stirbt und keinen Sohn hat, soll die Frau des Verstorbenen nicht die Frau eines fremden Mannes außerhalb der Familie werden. Ihr Schwager soll sich ihrer annehmen, sie heiraten und die Schwagerehe mit ihr vollziehen. […] Wenn der Mann aber seine Schwägerin nicht heiraten will und seine Schwägerin zu den Ältesten ans Tor hinaufgeht und sagt: Mein Schwager will dem Namen seines Bruders in Israel keinen Bestand sichern und hat es deshalb abgelehnt, mit mir die Schwagerehe einzugehen!, wenn die Ältesten seiner Stadt ihn dann vorladen und zur Rede stellen, er aber bei seiner Haltung bleibt und erklärt: Ich will sie nicht heiraten!, dann soll seine Schwägerin vor den Augen der Ältesten zu ihm hintreten, ihm den Schuh vom Fuß ziehen, ihm ins Gesicht spucken und ausrufen: So behandelt man einen, der seinem Bruder das Haus nicht baut.“

Das Zitat ist dem Film vorangestellt. Rosa bricht die Zeremonie „Chalitza“ ab, als sie Nessim vor den Ältesten symbolisch den Chalitza-Schuh vom Fuß ziehen soll, und geht.

## Produktion
Ani Ohev Otach Rosa basiert auf dem Leben von Moshé Mizrahis Mutter. Es war der letzte Film, den die Filmproduzenten Menachem Golan und Yoram Globus in Israel realisierten. Sie gingen anschließend nach Hollywood, wo sie die Produktionsfirma Cannon Films übernahmen. Es war der einzige Kinofilm, in dem Gabi Otterman eine Rolle übernahm. Er ist als junger Nessim sowohl in der Gegenwart als auch in der Vergangenheit zu sehen. Als Erzähler des Films fungierte Rabbi Gunter Hirschberg. 
Der Film erlebte am 10. Mai 1972 im Rahmen der Internationalen Filmfestspiele von Cannes seine Premiere.

## Auszeichnungen
Auf den Internationalen Filmfestspielen von Cannes 1972 lief der Film im Wettbewerb um die Goldene Palme. Ani Ohev Otach Rosa wurde 1973 für einen Oscar in der Kategorie Bester fremdsprachiger Film nominiert.